# Глубокое синее море (фильм, 2011)
«Глубокое синее море» (англ. The Deep Blue Sea) — британско-американский фильм Теренса Дэвиса, экранизация одноименной пьесы Теренса Реттигена. Съемки фильма начались в конце 2010 года, и его премьера состоялась 11 сентября 2011 года. Лента была показана на закрытии 55-го Лондонского кинофестиваля.
Название фильма происходит от фразы «между дьяволом и глубоким синим морем», которая подразумевает необходимость выбирать между двумя нежелательными условиями.
Теглайн: Бесконечная любовная история

## Сюжет
События происходят в Британии 1950-х годов. Недавно закончилась война, солдаты и офицеры разъезжаются по домам или отправляются в отпуска. Эстер Колльер (Рейчел Вайс), ведет роскошную жизнь — она замужем за известным судьей Вилльямом Колльером (Саймон Рассел Бил). Однажды Эстер встречает в гольф-клубе бывшего военного лётчика — Фредди Пейджа (Том Хиддлстон). Возникает страсть. Семейная идиллия рушится. Осуждаемая окружающими и непонятая мужем и родителями, Эстер пытается создать новое счастье, но чувства настолько захватывают её, что она словно погружается в глубокое синее море.

## В ролях
| Актёр              | Роль                       |
| ------------------ | -------------------------- |
| Рэйчел Вайс        | Эстер Колльер              |
| Том Хиддлстон      | Фредди Пейдж               |
| Саймон Расселл Бил | сэр Вильям Коллиер         |
| Энн Митчелл        | миссис Элтон               |
| Николас Амер       | мистер Элтон               |
| Жолион Цой         | Филип Уэлч                 |
| Карл Джонсон       | мистер Миллер              |
| Гарри Хадден-Патон | Джеки Джексон              |
| Сара Кэнтс         | Лиз Джексон                |
| Оливер Форд Девис  | отец Эстер Колльер         |
| Барбара Джеффорд   | мать Эстер Колльер         |
| Марк Тэнди         | Эди и помощник Ravenscroft |
| Стюарт Маклафлин   | человек, поющий в метро    |

## Критика
Фильм получил преимущественно положительные отзывы кинокритиков. Рейтинг фильма на сайте Rotten Tomatoes составляет 78 %, основанный на 130 рецензиях. Он также имеет оценку 82 от сайта Metacritic на основе 30 рецензиях.

## Награды и номинации
Победа:
- 2013 — «New York Film Critics Circle»: лучшая женская роль (Рейчел Вайс)

Номинации:
- 2013 — «Золотой глобус»: лучшая женская роль (Рейчел Вайс).
- 2011 — Сан-Себастьян номинация на золотую раковину.